# Kenneth Sanborn Pitzer

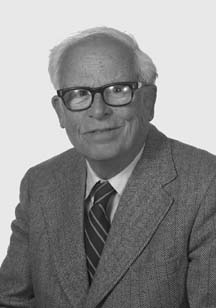
Kenneth Pitzer

Kenneth Sanborn Pitzer (* 6. Januar 1914 in Pomona, Kalifornien; † 26. Dezember 1997 in Berkeley, Kalifornien) war ein US-amerikanischer theoretischer Chemiker (Physikalische Chemie).
Pitzer studierte am Caltech mit dem Bachelor-Abschluss 1935 und an der University of California, Berkeley, an der er 1937 promoviert wurde. Danach war er Instructor in Berkeley, 1939 Assistant Professor, 1942 Associate Professor und 1945 Professor für Physikalische Chemie. Zusätzlich war er 1943 bis 1945 Forschungsdirektor am Maryland Research Laboratory bei Washington D. C. und 1947 wurde er Forschungsdirektor der  Atomic Energy Commission. Er war Professor an der Rice University (1961), der Stanford University (1968) und 1971 erneut an der University of California, Berkeley. Von 1961 bis 1968 war er Präsident der Rice University, von 1969 bis 1971 hatte er diesen Posten an der Stanford University inne.
Er untersuchte die thermodynamischen Eigenschaften organischer Moleküle und entwickelte Formeln für die Berechnung von  Entropie und spezifischer Wärme von Kohlenwasserstoffen für das American Petroleum Institute (1943). Die Pitzer-Spannung (Ringspannung in Cycloalkanen) ist nach ihm benannt. Die Pitzer-Gleichungen beschreiben das Verhalten von Ionen in Wasser. 1945 veröffentlichte er eine Theorie von Borwasserstoffverbindungen und eine Arbeit von 1937 über Rotationsorientierung in einem Molekül zur Konformationsanalyse bei.
1949 wurde er Fellow der American Physical Society. 1950 erhielt er den George A. Olah Award in Hydrocarbon or Petroleum Chemistry, er erhielt die National Medal of Science und die Priestley-Medaille. Er war Mitglied der National Academy of Sciences, der American Philosophical Society (1954) und der American Academy of Arts and Sciences (1958).